# Taman Agung (Semendawai Suku III)
Taman Agung is een bestuurslaag in het regentschap Ogan Komering Ulu van de provincie Zuid-Sumatra, Indonesië. Taman Agung telt 1709 inwoners (volkstelling 2010).